# Doune
Doune (gael. An Dùn, „fort”) miasto (burgh) w hrabstwie Stirling w Szkocji, nad rzeką Teith. Nad miastem góruje Doune Castle, zbudowany w drugiej połowie XIV wieku. Architektonicznie jest on połączeniem fortecy i dworu.
Doune znane było również ze swojej wytwórni pistoletów, jednak zakład przegrał z tańszą konkurencją (np. z Birmingham). Obecnie wyroby z Doune można już tylko oglądać w prywatnych kolekcjach oraz głównych muzeach, jak choćby w Muzeum Szkocji w Edynburgu. Rzekomo to właśnie z pistoletu z Doune oddano pierwszy strzał wojny o niepodległość Stanów Zjednoczonych.

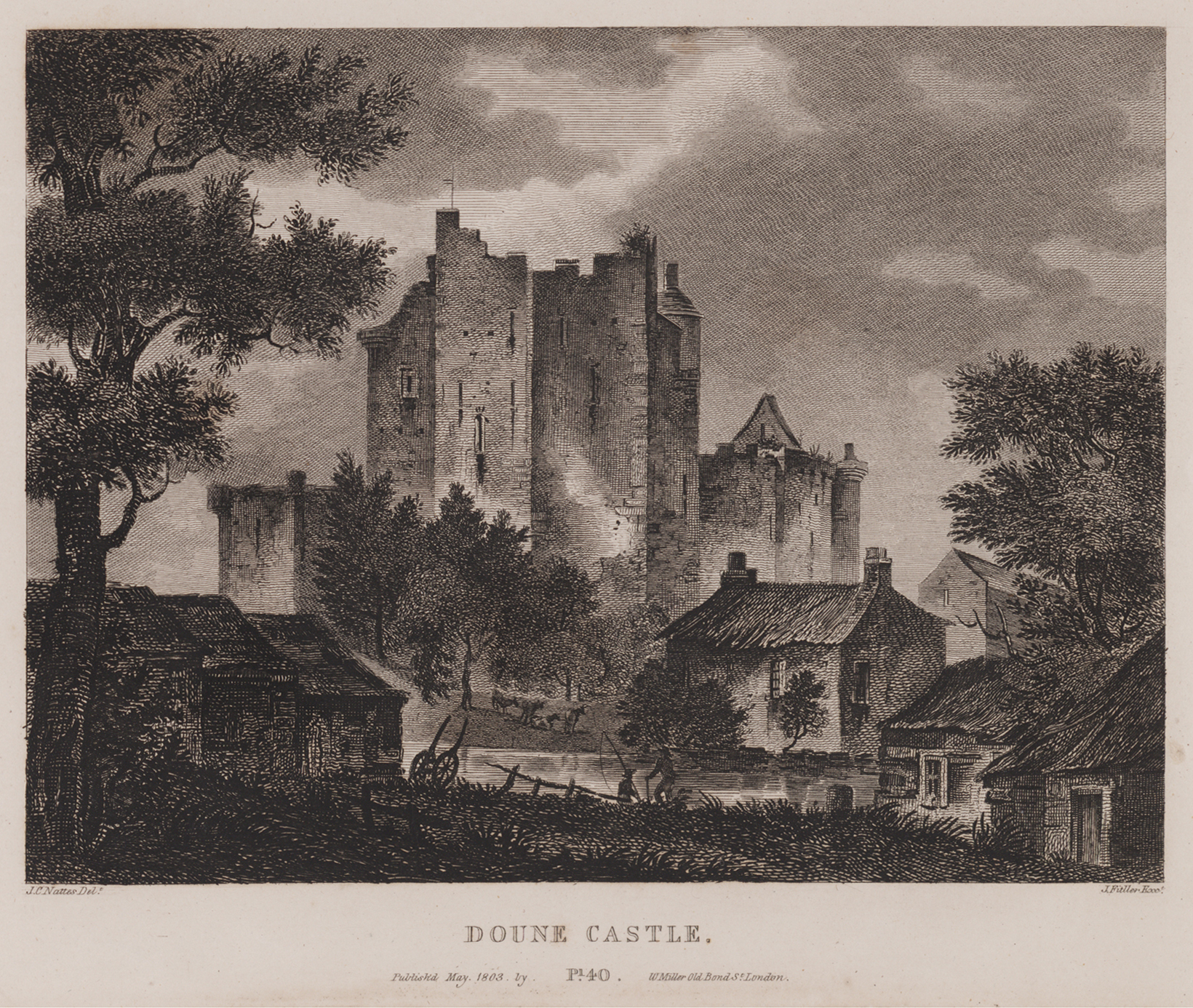
Akwafort zamku w Doune wykonany w 1804 roku

## Monty Python
Kilka scen filmu Monty Python i Święty Graal było kręconych na zamku Doune.

## Lokalizacja
Pocztowo, Doune leży w granicach Perthshire, jednakże administracyjnie Doune przynależy do hrabstwa Stirling Council.
Doune jest przydzielone do strefy Falkirk, kod pocztowy zaczyna się od 'FK'.